# Nana and Friends : Rendez-vous
Nana and friends Rendez vous est le titre d'un album de Nana Mouskouri, enregistré en 2011, où elle chante en duo avec divers artistes comme Joan Baez, Francis Cabrel, Serge Lama, Julio Iglesias, Roch Voisine, Alain Souchon, Lara Fabian, Dave, Garou, Graeme Allwright, Herbert Léonard, Martinho da Vila  , Lénou Mouskouri sa fille et même avec Alain Delon.
Il existe une version « internationale » de cet album, sortie en 2012, avec deux pistes de plus, quelques interprètes différents et plusieurs chansons en anglais.

## Liste des pistes (version française)
Source pour la liste des pistes : Catalogue général de la Bibliothèque nationale de France
Source pour les auteurs et compositeurs : Notice «  Nana Mouskouri – Rendez-Vous » sur Discogs.
| No  | Titre                                               | Paroles                          | Musique                                                       | Durée |
| --- | --------------------------------------------------- | -------------------------------- | ------------------------------------------------------------- | ----- |
| 1.  | Pauvre Rutebeuf (avec Alain Delon)                  | Rutebeuf                         | Léo Ferré                                                     | 4:20  |
| 2.  | Grande, grande, grande (avec Julio Iglesias)        | Elio Cesari                      | Alberto Testa                                                 | 4:14  |
| 3.  | Here's to You (avec Joan Baez)                      | Joan Baez                        | Ennio Morricone                                               | 3:04  |
| 4.  | Adieu Angelina (avec Roch Voisine)                  | Pierre Delanoë                   | Bob Dylan                                                     | 4:05  |
| 5.  | Tous les arbres sont en fleurs (avec Lenou)         | Michel Jourdan                   | Bobby Russell                                                 | 4:01  |
| 6.  | Guantanamera (avec Francis Cabrel)                  | Jean-Michel Rivat                | Joseíto Fernández                                             | 4:32  |
| 7.  | C'est bon la vie (avec Alain Souchon)               | Pierre Delanoë                   | Paul Simon                                                    | 2:56  |
| 8.  | La vie, l'amour, la mort (avec Lara Fabian)         | Pierre Delanoë                   | Miguel Hernández                                              | 4:19  |
| 9.  | Aux marches du palais (avec Serge Lama)             | [traditionnel]                   | [traditionnel]                                                | 4:14  |
| 10. | Suzanne (avec Graeme Allwright)                     | Graeme Allwright                 | Leonard Cohen                                                 | 4:51  |
| 11. | Je chante avec toi liberté (avec Herbert Léonard)   | Pierre Delanoë et Claude Lemesle | Giuseppe Verdi (composition) et Alain Goraguer (arrangements) | 3:40  |
| 12. | Quand tu chantes (avec Martinho da Vila)            | Pierre Delanoë                   | Jose Martinho Ferreira                                        | 3:12  |
| 13. | Le Temps des cerises (avec Dave)                    | Jean Baptiste Clément            | Antoine Renard                                                | 4:50  |
| 14. | Le ciel est noir (avec Garou)                       | Pierre Delanoë                   | Bob Dylan                                                     | 8:11  |
| 15. | Plaisir d'amour (seule chanson interprétée en solo) | Jean-Pierre Claris de Florian    | Jean-Paul-Égide Martini                                       | 3:56  |